# Дом губернатора (Выборг)
Дом губернатора — административное здание в историческом центре города Выборга (Крепостная ул., 35), построенное в 1895—1897 годах по проекту архитектора Якоба Аренберга (1847—1914).

## Описание
Двухэтажная резиденция выборгского губернатора выполнена в стиле неоренессанс, как и большинство других построек в так называемом «квартале Аренберга», являющихся добросовестными подражаниями работам итальянских зодчих XVI века (дом губернского правления, здания реального лицея и классического лицея, а также Выборгский почтамт). Исследователями отмечается хорошая прорисовка отдельных элементов при довольно сдержанной отделке. Фасад украшен ионическими колоннами и рустовкой первого этажа. Большую часть второго этажа занимает зал заседаний с высокими полуциркулярными окнами.

## История
К более ранним губернаторским резиденциям, размещавшимся в Выборгской крепости, относятся дворец наместника и дом губернского правления.
В конце XIX века были разобраны укрепления Рогатой крепости, и губернский архитектор  Якоб Аренберг приступил к организации застройки нового городского центра вокруг главной доминанты — лютеранской кирхи. Квартал зданий общественного назначения, спроектированных Аренбергом, включил административные учреждения и учебные заведения. Из губернаторов, постоянно пребывавших в резиденции с 1897 по 1940 год, самым известным государственным деятелем стал Л.К. Реландер, занимавший пост губернатора перед избранием президентом Финляндии. 
По итогам советско-финских войн (1939—1944) Выборгская губерния была упразднена; резиденция губернатора стала местом размещения городских советских и партийных органов. В ходе послевоенного ремонта были утрачены возвышавшиеся над крышей герб Выборга и герб Выборгской губернии. С 1952 года здание, ставшее Домом политпросвещения, занимали университет марксизма-ленинизма и библиотека горкома КПСС. В главном зале проводились заседания Выборгского городского совета народных депутатов. С 1990-х годов дом занимает городской совет депутатов муниципального образования «Выборгский район Ленинградской области».

## Изображения

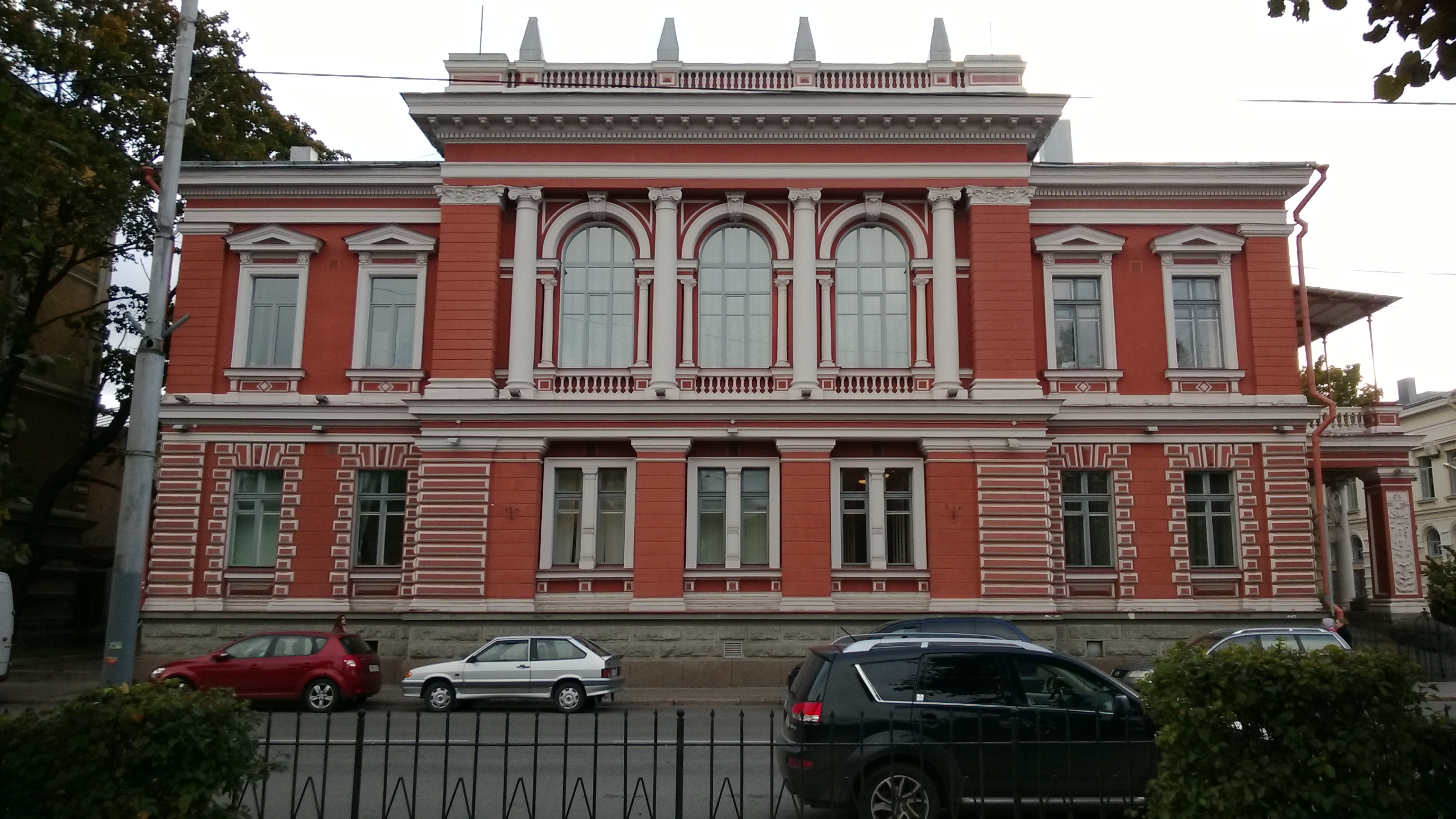
Вид  с Крепостной улицы
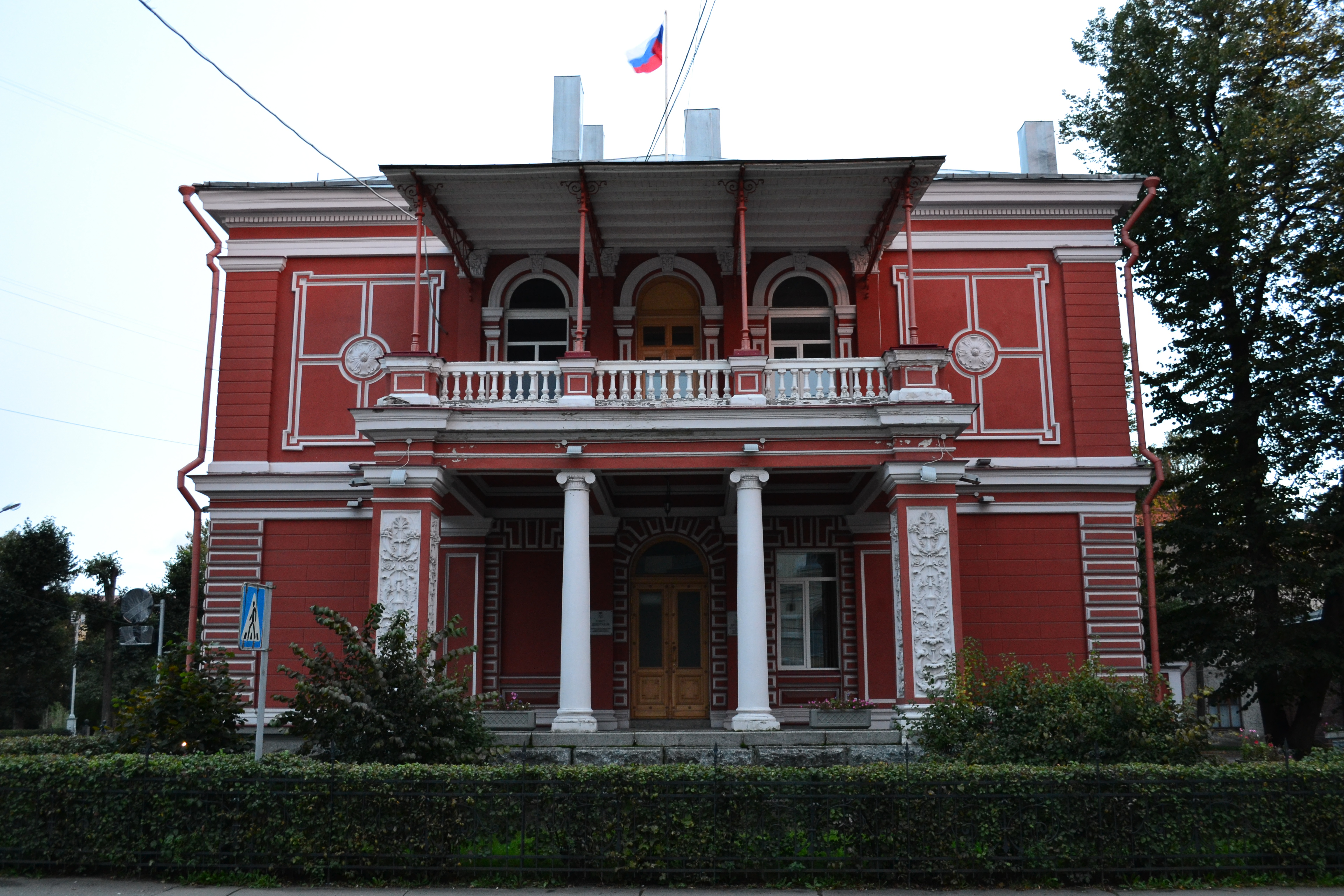
Боковой фасад со входом под балконом
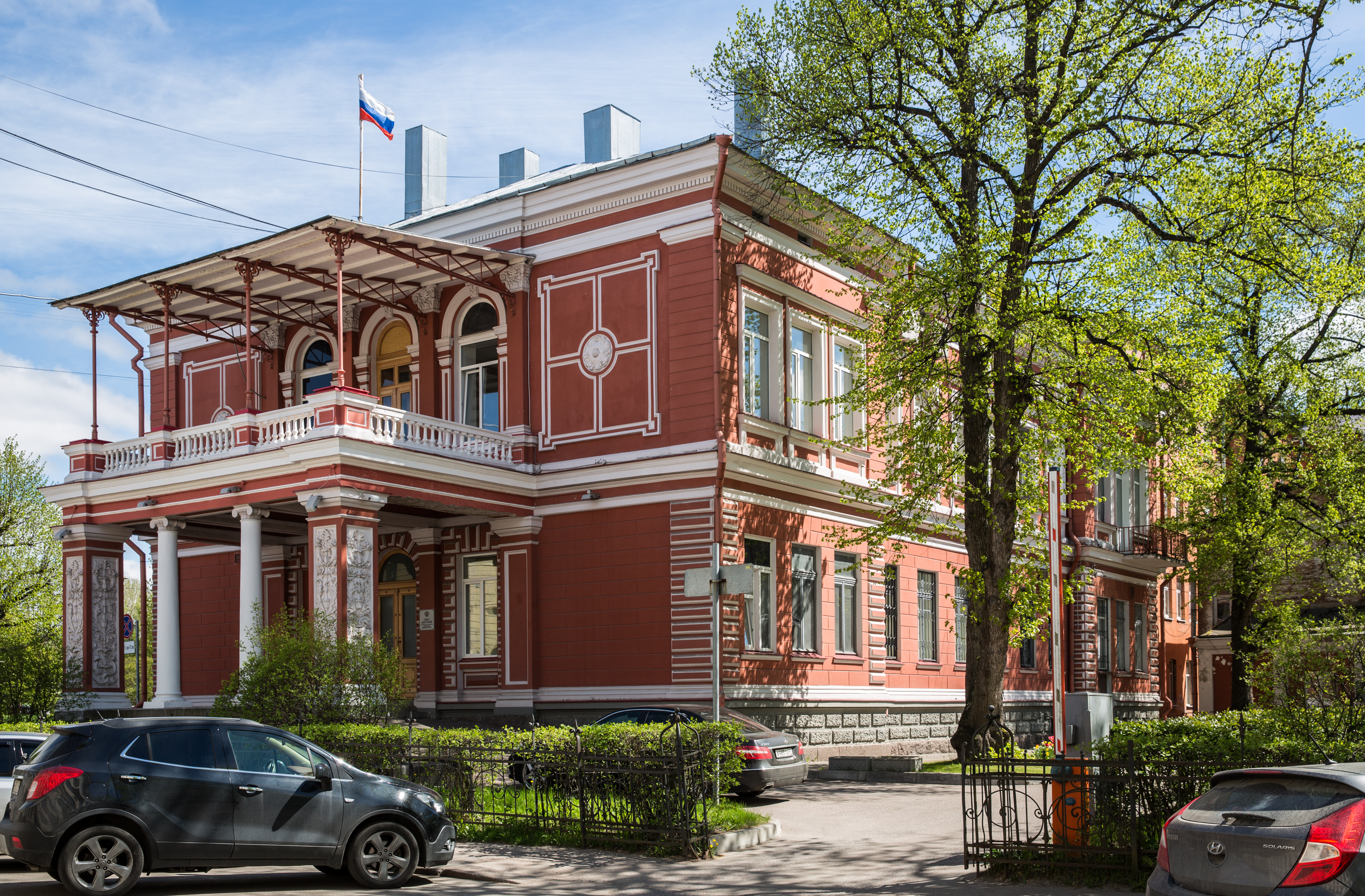
Вид со стороны городской администрации
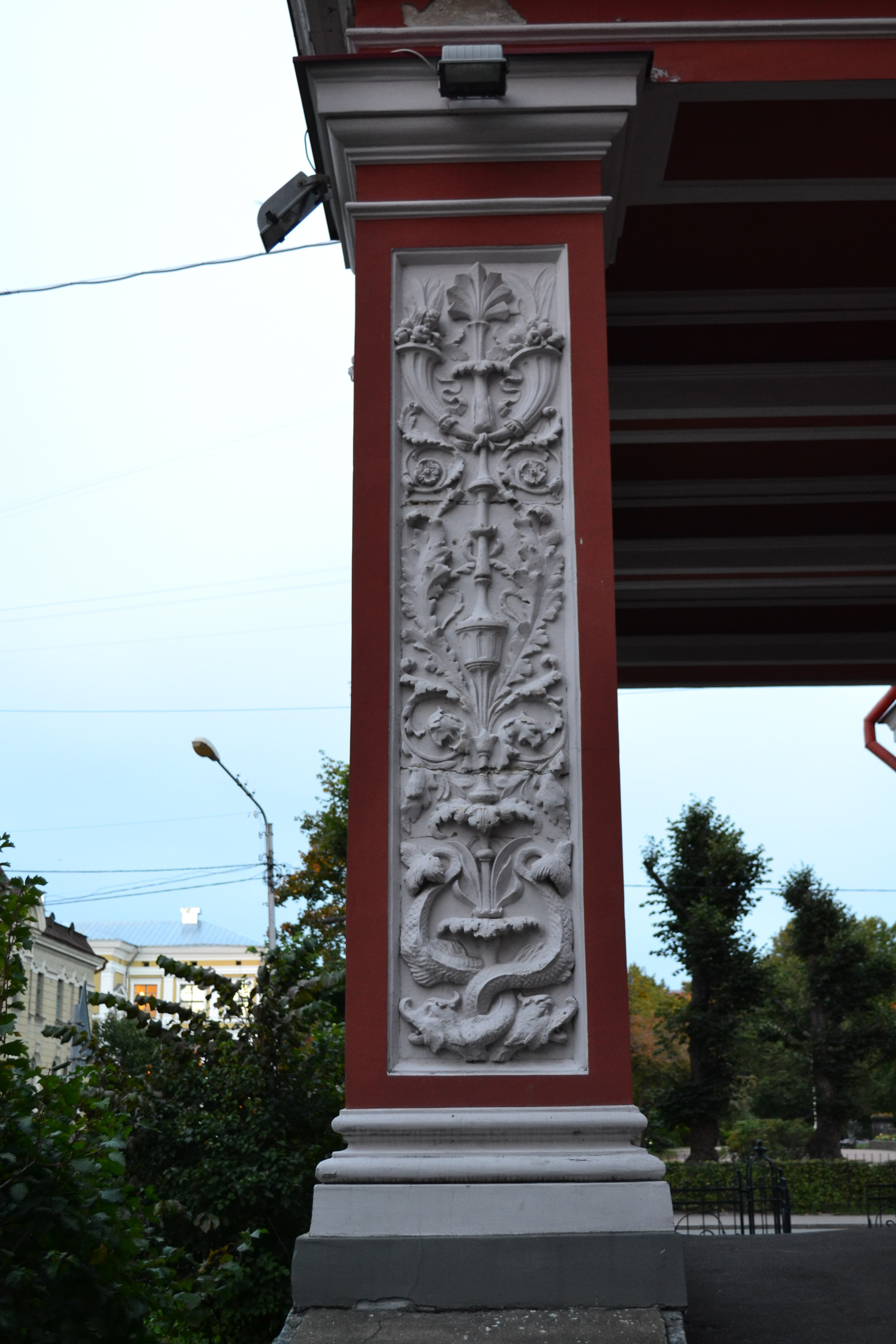
Декор колонны под балконом